# مه ۲۰۰۸
مه ۲۰۰۸ یکی از ماه‌های ۲۰۰۸ (میلادی) است.

## ۱ مه ۲۰۰۸
- شکایت ایران در مورد صحبت‌های سناتور کلینتون به سازمان ملل متحد

نماینده ایران در سازمان ملل متحد با ارسال نامه‌ای به بان کی‌مون دبیرکل سازمان ملل متحد، سخنان هیلاری کلینتون، نامزد مقام ریاست جمهوری ایالات متحده آمریکا از حزب دموکرات مبنی بر اینکه اگر ایران به اسرائیل حمله هسته‌ای کند و اگر وی رئیس جمهور باشد، «محو کامل ایران» در دستور کار قرار خواهد گرفت را «نقض وقیحانه منشور سازمان ملل متحد» خواند. بی‌بی‌سی
- وزیر امور خارجه آمریکا: «ایران در پی نابودی اسرائیل است»

کاندوليزا رايس، در سخنرانی در «کميته يهوديان آمريکا» گفت: «ایران در پی دستیابی به بمب اتمی و نابودی اسرائیل است، و شبه نظاميان حماس مانند جنگجويان نيابتی در خدمت دولت ايران هستند.» رادیو فردا
- دیدار پاپ با گروهی محقق اسلامی از ایران

در پی سخنان جنجال آفرین یک سال و نیم پیش پاپ بندیکت شانزدهم درباره اسلام و حمله سید علی خامنه‌ای به رهبر واتیکان، هیاتی مذهبی از ایران با پاپ دیدار کرد. بی‌بی‌سی فارسی
- آمريکا: «ايران فعال‌ترين دولت حامی تروريسم است»

وزارت امورخارجه آمريکا در گزارش سالانه خود درباره وضعيت تروريسم در جهان اعلام کرده است: «ايران همچنان فعال‌ترين دولت حامی تروريسم است».
در اين گزارش تصريح شده است که القاعده «همچنان بزرگ‌ترين تهدید تروريستی» برای غرب محسوب می‌شود. رادیو فردا

## ۲ مه ۲۰۰۸
- گرانترین منزل جهان ساخته شد

موکش امبانی، سرمایه گذار هندی، منزلی برای خود و همسر و فرزندانش به مبلغ ۲ میلیارد دلار در مومبای ساخته است. این منزل ۲۷ طبقه دارد، از اصول معماری هندی پیروی میکند، و توسط یک شرکت آمریکایی در دالاس طراحی گردیده است. فوربز

## ۳ مه ۲۰۰۸
- فروش کامپیوتر در کوبا آزاد شد

فروش قانونی کامپیوترهای خانگی در کوبا آغاز شده‌است، اما دسترسی به اینترنت کماکان در این کشور ممنوع است.بی‌بی‌سی فارسی
- مشوق‌های تازه‌ای به ایران پیشنهاد می‌شود

دیوید میلیبند، وزیرخارجه بریتانیا اعلام کرد که پنج عضو دائم شورای امنیت سازمان ملل متحد به اتفاق آلمان تصمیم گرفته‌اند مشوق‌های تازه‌ای به ایران پیشنهاد کنند تا در قبال دریافت آنها از غنی سازی اورانیوم دست بردارد. بی‌بی‌سی فارسی، رادیو فردا
- هنرمندان ایرانی در حراج کریستی در دبی درخشیدند

در حراج کریستی در هتل جمیرا دوبی، اثر پرسپولیس ساخته پرویز تناولی مجسمه ساز ایرانی توانست با رکورد بی سابقه دو میلیون و ۵۰۰ هزار دلاری به عنوان گران قیمت ترین اثر این دوره از حراج کریستی در دوبی به فروش برسد که در تاریخ حراج کریستی در خاورمیانه نیز رکوردی بی سابقه‌است. گفتنی است که چهار نفر نخست حراج از نظر قیمت آثار هنرمندان ایرانی بودند. بی‌بی‌سی فارسی

## ۴ مه ۲۰۰۸
- مایکروسافت از یاهو صرف نظر کرد

شرکت آمریکایی مایکروسافت پیشنهاد خود را برای خریداری شرکت آمریکایی یاهو پس گرفت. این پیشنهاد که سه ماه پیش به یاهو ارائه شده بود با عدم توافق بر سر قیمت پس گرفته شد. بی‌بی‌سی فارسی
- آمریکا هفت هزار نیروی دیگر به افغانستان می‌فرستد

مقامات آمریکایی اعلام کردند که هفت هزار سرباز دیگر را برای جبران کمبود نیروهای ناتو در افغانستان به این کشور خواهند فرستاد. بی‌بی‌سی فارسی
- اعتراض گسترده مردم تبریز به تحریف نام خلیج فارس

جمعیت کم سابقه‌ای از مردم تبریز به مناسبت روز ملی خلیج فارس و در اعتراض به تحریف نام خلیج فارس توسط امارات، در یک برنامه پیاده‌روی اعتراض‌آمیز شرکت کردند. رادیو فردا

## ۵ مه ۲۰۰۸
- دفاع هیلاری کلینتون از سخنانش درباره «محو ایران»

سناتور هیلاری کلینتون، از داوطلبان نامزدی ریاست جمهوری حزب دموکرات از سخنان خود درباره «محو ایران» در صورت حمله هسته ای این کشور به اسرائیل، دفاع کرد. این در حالی است که سناتور باراک اوباما، دیگر داوطلب نامزدی ریاست جمهوری این حزب، با انتقاد از هیلاری کلینتون سخنان او را مشابه دیپلماسی جورج بوش دانست. بی‌بی‌سی فارسی
- بازداشت دو مأمور امنیتی و دفاعی در ارتباط با ترور کرزی

یک افسر پلیس و یک کارمند تعمیر سلاح در وزارت دفاع افغانستان به اتهام دست داشن در توطئه ترور حامد کرزی، رئیس جمهور افغانستان بازداشت شدند. بی‌بی‌سی فارسی

## ۶ مه ۲۰۰۸
- ویرانی و تلفات گسترده انسانی در گردباد برمه

حداقل ۲۲هزار نفر در گردباد مهیبی که روز شنبه این کشور را در نوردید، کشته و بیش از ۴۰هزار نفر نیز مفقود الاثرند. بی‌بی‌سی فارسی، رادیو فردا
- ۷۷ نماینده مجلس ایران خواستار برخورد با خاتمی شدند

در پی اظهارات محمد خاتمی، رئیس جمهور پیشین ایران در انتقاد از سیاست‌های نظام جمهوری اسلامی، ۷۷ نمایندهٔ مجلس شورای اسلامی خواستار برخورد وزارت اطلاعات با وی شدند. بی‌بی‌سی فارسی

## ۷ مه ۲۰۰۸
- پوتین ریاست جمهوری روسیه را به مدودف سپرد

دمیتری مدودف، رئیس جمهور جدید روسیه طی مراسمی در کاخ کرملین مسکو، سوگند یاد کرد. بی‌بی‌سی فارسی
- اجرای اولین حکم اعدام در آمریکا پس از هشت ماه وقفه

ویلیام ارلی لیند که به علت ربودن و قتل دوست دخترش به اعدام محکوم شده بود، در پی رد استیناف او توسط دیوان عالی ایالات متحده آمریکا و دادگاه عالی ایالت جورجیا، پس از یک وقفه هشت ماهه با تزریق مواد کشنده اعدام شد. بی‌بی‌سی فارسی
- آخرین نتایج انتخابات آمریکا

آخرین نتایج انتخابات حزب دموکرات برای مقام ریاست جمهوری آمریکا حاکی از آن است که هیلاری کلینتون در ایالت ایندیانا به پیروزی دست یافته در حالیکه باراک اوباما در کارولینای شمالی به پیروزی رسیده است. سی ان ان، رادیو فردا

## ۸ مه ۲۰۰۸
- پوتین نخست وزیر روسیه شد

مجلس دومای روسیه با ۳۹۲ رأی موافق در برابر ۵۶ رأی مخالف، ولادیمیر پوتین رئیس جمهور پیشین این کشور را به مقام نخست وزیری برگزید. بی‌بی‌سی فارسی، رادیو فردا
- روسیه به تحریم‌های سازمان ملل علیه ایران پیوست

با فرمانی که ولاديمير پوتين امضاء کرد، روسيه رسما به تحريم های شورای امنيت سازمان ملل عليه جمهوری اسلامی ايران پیوست. رادیو فردا
- اعتصاب عمومی در لبنان به درگیری انجامید

اعتراضاتی که در جریان اعتصاب سراسری یک روزه در لبنان برپا بوده به خشونت‌های گسترده اما پراکنده کشیده شد. بی‌بی‌سی فارسی، رادیو زمانه
- انفجار شیراز به سلطنت طلبان نسبت داده شد

وزیر اطلاعات جمهوری اسلامی از بازداشت عوامل بمبگذاری در یکی از حسینیه های شهر شیراز خبر داد. در اثر انفجار شیراز چهارده تن کشته و دست کم دویست تن زخمی شدند. این در حالی است که در اطلاعیه‌ای که شورای امنیت کشور چهار روز پس از انفجار صادر کرده بود، آمده بود که: «انفجار هرگونه بمب یا انتقال مواد انفجاری از بیرون توسط عوامل و عناصر معاند اعم از داخلی و خارجی در این حادثه منتفی است». بی‌بی‌سی فارسی، رادیو زمانه

## ۹ مه ۲۰۰۸
- سازمان ملل کمک رسانی به برمه را متوقف کرد

درپی توقیف محموله کمک‌های ارسالی سازمان ملل متحد برای آسیب‌دیدگان از «چرخند نرگس» در برمه به دستور دولت این کشور، برنامه جهانی غذا (وابسته به سازمان ملل) اعلام کرد که ارسال کمک به برمه متوقف خواهد شد. بی‌بی‌سی فارسی
- حزب‌الله لبنان کنترل غرب بیروت را در دست گرفت

مردان مسلح وابسته به حزب‌الله لبنان توانستند، کنترل قسمت عمده غرب شهر بیروت، پایتخت لبنان، را در دست بگیرند و طرفداران دولت را از این بخش شهر بیرون کنند. بی‌بی‌سی فارسی
- واکنش اروپا به سخنان احمدی‌نژاد

اتحادیه اروپا سخنان اخیر محمود احمدی‌نژاد را بمناسبت شصتمین سالگرد تاسیس کشور اسرائیل بشدت محکوم کرد. احمدی‌نژاد اسرائیل را یک «موش مرده و جنازه متعفن» نامیده بود. رادیو فردا، وزارت خارجه اسرائیل

## ۱۰ مه ۲۰۰۸
- دومین ‌بیانیه اروپا در اعتراض به سخنان احمدی‌نژاد

اتحادیه اروپا در دومین بیانیه خود در سه ماه اخیر، اظهارات محمود احمدی‌نژاد درباره کشور اسرائیل را به شدت محکوم کرد و آن را اظهاراتی «ناپذیرفتنی، خطرناک و بی‌ادبانه» خواند. رادیو زمانه
- کابینه لبنان اشغال بخش‌های اعظم غرب بیروت توسط حزب الله را محکوم کرد

کابینه لبنان اشغال بخش‌های اعظم غرب بیروت توسط گروه شبه‌نظامی حزب‌الله لبنان را «یک کودتای خونین» جهت تقویت دست نظام جمهوری اسلامی ایران توصیف کرد. بی‌بی‌سی فارسی
- کره شمالی اسناد برنامه سلاح‌های اتمی خود را تسلیم آمریکا کرد

کره شمالی بیش از ۱۸هزار صفحه اسناد در رابطه با برنامه سلاح‌های اتمی خود را به ایالات متحده آمریکا تسلیم کرد. بی‌بی‌سی فارسی

## ۱۱ مه ۲۰۰۸
- تلاش ارتش لبنان برای برقراری امنیت

حزب‌الله لبنان و گروه‌های متحدش اعلام کردند که به حضور مسلحانه خود در خیابان‌های بیروت پایان می‌دهند و به ارتش  لبنان اجازه خواهند داد تا کنترل خیابان‌ها را در دست گیرد. بی‌بی‌سی فارسی

## ۱۲ مه ۲۰۰۸
- بیش از هشت هزار نفر در زلزله چین کشته شدند

چین، جدیدترین میزان تلفات سنگین زلزله سیچوان ۲۰۰۸ در جنوب غرب کشور را بیش از هشت هزار و پانصد نفر اعلام کرد و گفت احتمال دارد که این رقم بیشتر شود. بی‌بی‌سی فارسی، رادیو زمانه
- برگزاری نمایشگاه «طرح‌های حجاب» در آمریکا

دانشگاه ویرجینیا کامن ولث در آمریکا نمایشگاهی از آثار دانشجویان غیر مسلمان آمریکایی برگزار نمود که موضوع آن «مد لباس در قالب حجاب» است. آسوشیتد پرس، نگارستان گزارش ان پی آر

## ۱۳ مه ۲۰۰۸
- رشته انفجار‌های تروریستی در جی‌پور

هفت انفجار پیاپی تروریستی در شهر تاریخی جی‌پور در غرب هند، دست کم ۶۰ کشته و بیش از ۱۵۰ زخمی برجای گذاشته است. جیپور مرکز ایالت راجستان است. بی‌بی‌سی فارسی
- بوش: جمهوری اسلامی ایران منشا مشکلات خاورمیانه است

جورج بوش رئیس جمهور ایالات متحده آمریکا در آستانه سفر به خاورمیانه، جمهوری اسلامی ایران را عامل مشکلات و تمام بحران‌های منطقه دانسته و همچنین برای کمک به ارتش لبنان در برابر شبه نظامیان حزب‌الله لبنان ابراز آمادگی کرد. بی‌بی‌سی فارسی
- شمار تلفات زلزله چین به دوازده هزار نفر رسید

مقام‌های چینی آخرین میزان تلفات سنگین زلزله سیچوان در جنوب غرب این کشور را بیش از ۱۲هزار نفر برآورده کرده و گفته‌اند احتمال دارد که این رقم بیشتر نیز شود. بی‌بی‌سی فارسی، بی‌بی‌سی فارسی (به روز شده)

## ۱۴ مه ۲۰۰۸
- «احمدی نژاد را به دادگاه می بریم»

نخست وزیر استرالیا اعلام کرد دولتش در نظر دارد به جرم تهدید به نابودی اسرائیل، محمود احمدی نژاد را به دادگاه بین المللی عدالت بکشاند. یاهو نیوز، روزنامه استریلین
- شمار جدید قربانیان چرخند نرگس

کمیته بین‌المللی صلیب سرخ شمار قربانیان چرخند نرگس را بین ۶۸٬۰۰۰ و ۱۲۸٬۰۰۰ نفر اعلام کرد. یاهو نیوز
- تعداد قربانیان زلزله چین به ۱۵هزار نفر رسید

امدادگران ارتش چین که به شهر یینشویی در نزدیکی مرکز زلزله رفته‌اند، می گویند که اکثریت جمعیت ده هزار نفری این شهر کشته شده‌اند. بی‌بی‌سی فارسی
- هشدار عربستان سعودی به ایران

عربستان سعودی به ایران در مورد دخالت در درگیرهای اخیر در لبنان هشدار داد.
بی‌بی‌سی فارسی، آسوشیتد پرس
- یک روبات رهبر ارکستر شد

یک روبات ساخت شرکت هوندا بنام «آسیمو»، رهبریت ارکستر سمفونی شهر دیترویت آمریکا را در یک کنسرت بدست گرفت. دیترویت فری پرس، دنور پست

## ۱۵ مه ۲۰۰۸
- سخنرانی بوش در کنست اسرائیل

جورج بوش در سخنرانی خود در کنست (پارلمان) اسرائیل که در چارچوب جشن‌های شصت سالگی اعلام استقلال اسرائیل انجام شد، گفت اتحاد آمریکا و اسرائیل ناگسستنی است و دوستی آنها عمیق‌تر از هر گونه قراردادی است. وی همچنین گفت احمدی‌نژاد می‌خواهد خاورمیانه را به قرون وسطی برگرداند و اگر ما به اصلی ترین حامی تروریسم در جهان اجازه دهیم که به مرگبارترین سلاح جهان دست پیدا کند، به نسل‌های آینده خیانتی نابخشودنی کرده‌ایم. بی‌بی‌سی فارسی
- جشنواره فیلم کن افتتاح شد

شصت و یکمین دوره جشنواره فیلم کن، امروز با حضور ستارگان سرشناسی چون جولین مور، اوا لانگوریا، گائل گارسیا برنال و شون پن افتتاح شد و فیلم کوری ساخته فرناندو مریلس، کارگردان برزیلی که بر اساس داستانی از ژوزه ساراماگو، نویسنده پرتغالی ساخته شده در افتتاحیه جشنواره کن به نمایش درآمد. بی‌بی‌سی فارسی
- تدابیر اعلام شده علیه حزب الله لغو شد

دولت لبنان تدابیری علیه گروه شبه‌نظامی حزب‌الله لبنان را که به شش روز نبردهای داخلی در این کشور دامن زد، لغو کرد. بی‌بی‌سی فارسی
- ازدواج با همجنس در کالیفرنیا آزاد شد

دادگاه عالی ایالت کالیفرنیا، ازدواج اهالی این ایالت را بین همجنسگرایان قانونی اعلام کرد. یاهو نیوز

## ۱۶ مه ۲۰۰۸
- بازداشت شش رهبر دین بهایی در ایران

شش تن از هفت رهبر جامعه بهائیان ایران در حمله مامورین امنیتی به منازل‌شان دستگیر و به زندان اوین تهران منتقل شده‌اند. رادیو فردا، بی‌بی‌سی فارسی
- تعداد کشته شدگان توفان برمه ۷۸هزار نفر اعلام شد

تازه ترین آمار مربوط به کشته شدگان چرخند نرگس در برمه ۷۸هزار نفر اعلام شده است. علاوه بر این، ۵۶هزار نفر دیگر نیز مفقود هستند. بی‌بی‌سی فارسی

## ۱۷ مه ۲۰۰۸
- قهرمانی پرسپولیس در لیگ برتر فوتبال ایران

در هفته پایانی لیگ برتر فوتبال تیم پرسپولیس با غلبه بر سپاهان اصفهان بر بلندای قهرمانی این مسابقات ایستاد. بی‌بی‌سی فارسی، خبرگزاری فارس
- خلبان سوئیسی  با بال‌های مجهز به موتور جت پرواز کرد.

خلبان باتجربه سوئیسی با استفاده از بال‌های مجهز به ۴ موتور جت کوچک، با سرعت بیش تر ۲۹۰ کیلومتر بر ساعت بر فراز کوه‌های آلپ به پرواز درآمد. وب‌گاه سی‌نت

## ۱۸ مه ۲۰۰۸
- راه‌اندازی سایت‌فارسی‌زبان شبکه تلویزیونی العربیه

تلویزیون عرب‌زبان العربیه وب‌سایت خبری خود را به زبان فارسی راه‌اندازی کرد. این تلویزیون که از زیرمجموعه‌های شبکه «ام.بی.سی» است که در سال ۲۰۰۳ فعالیت خود را در دبی آغاز کرد. این شبکه رقیب اصلی تلویزیون الجزیره است. العربیه فارسی، رادیو زمانه
- اظهار نگرانی کانادا از وضع بهائیان ایران

وزیر امور خارجه کانادا از وضع بهائیان دستگیر شده در ایران اظهار نگرانی کرد. رادیو فردا، آ اف پ
- بانک مرکزی ایران انتشار اوراق مشارکت را متوقف کرد

بانک مرکزی ایران انتشار اوراق مشارکت را  متوقف کرد. دلیل این تصمیم بانک مرکزی، پائین‌تر بودن نرخ سود اوراق مشارکت از نرخ تورم اوراق خریداری شده و ارجاع آنها توسط خریداران به بانک‌ها بوده است. بی‌بی‌سی فارسی

## ۱۹ مه ۲۰۰۸
- حملات به خارجی‌ها در آفریقای جنوبی ۲۲ کشته بر جای گذاشت

پلیس آفریقای جنوبی، روز دوشنبه، اعلام کرد که در پی خشونت‌ها علیه کارگران مهاجر، در پایان هفته گذشته، ۲۲ نفر کشته شده‌اند. بسياری از شهروندان آفریقای جنوبی اتباع خارجی را متهم می‌کنند که موجب افزايش بيکاری و جنايت در اين کشور شده‌اند. رادیو فردا
- یکی از فرماندهان اصلی فارک «تسلیم» شد

یکی از فرماندهان ارشد شبه نظامیان فارک به نام کارینا بوسیله نیروهای ارتش کلمبیا دستگیر شد. بی‌بی‌سی

## ۲۰ مه ۲۰۰۸
- عذرخواهی بوش به خاطر تیراندازی یک سرباز آمریکایی به قرآن

جورج بوش، رئیس جمهور آمریکا شخصا از بی‌احترامی یک سرباز آمریکایی در عراق به قرآن عذرخواهی کرده‌است. ارتش آمریکا اخیرا اذعان کرد که یکی از سربازان نیروهای ائتلاف از یک جلد قرآن برای هدف‌گیری در تمرین تیراندازی استفاده کرده‌است. بی‌بی‌سی فارسی

## ۲۱ مه ۲۰۰۸
- توافقنامه دوحه توسط جناح‌های  لبنانی امضا شد

پس از شش روز مذاکرات فشرده در دوحه قطر، سرانجام جناح‌های رقیب در لبنان، پیشنهاد امیر قطر را برای پایان دادن به اختلاف‌های خود پذیرفتند و توافقنامه‌ای را در این باره امضاء کردند. طبق توافق امضا شده، میشل سلیمان فرمانده ارتش لبنان حداکثر تا روز یکشنبه آینده به عنوان رئیس جمهور جدید این کشور توسط مجلس لبنان انتخاب می‌شود. العربیه فارسی، بی‌بی‌سی فارسی
- گرجستان انتخابات پارلمانی برگزار کرد

انتخابات سراسری گرجستان در جوی از دودستگی عمیق و بیم از ناآرامی‌های سیاسی و همچنین افزایش تنش با روسیه برگزار شده است. بی‌بی‌سی فارسی
- پیروزی هیلاری کلینتون در انتخابات مقدماتی کنتاکی

با پایان انتخابات مقدماتی حزب دموکرات آمریکا در ایالت کنتاکی، رسانه‌های آمریکایی سناتور هیلاری کلینتون را در برابر سناتور باراک اوباما برنده اعلام کرده‌اند. بی‌بی‌سی فارسی
- پیروزی باراک اوباما در انتخابات مقدماتی اورگن

با پایان انتخابات حزب دموکرات آمریکا در ایالت اورگن، رسانه‌های آمریکایی سناتور باراک اوباما را در برابر سناتور هیلاری کلینتون برنده اعلام کرده‌اند. IHT
- انتشار متن کامل بسته پیشنهادی ایران

جمهوری اسلامی در بسته پیشنهادی خود به گروه ۵+۱ متشکل از پنج عضو دائم شورای امنیت و آلمان، برای مذاکره با نمایندگان این کشور‌ها در سه محور امنیتی، اقتصادی و هسته‌ای اعلام آمادگی کرده است. رادیو زمانه

## ۲۲ مه ۲۰۰۸
- منچستریونایتد قهرمان لیگ قهرمانان اروپا شد

تیم فوتبال منچستریونایتد با پیروزی بر چلسی در ضربات پنالتی قهرمان فصل ۲۰۰۷-۲۰۰۸ لیگ قهرمانان اروپا شد. العربیه فارسی، بی‌بی‌سی فارسی
- تائید مذاکرات صلح میان اسرائیل و سوریه

دو کشور اسرائیل و سوریه مذاکرات غیر مستقیم برای رسیدن به یک توافق برای صلح جامع میان دو کشور را تائید کردند. این مذاکرات با میانجیگری ترکیه صورت می‌گیرد. العربیه فارسی، بی‌بی‌سی فارسی، رادیو زمانه
- فرمان رئیس‌جمهور آفریقای جنوبی به ارتش مبنی بر پایان خشونت‌ها

تامبو امبکی، رئیس‌جمهور آفریقای جنوبی در فرمانی به ارتش آن کشور، دستور اعزام ارتش برای مهار خشونت‌های اخیر علیه مهاجران آفریقایی را صادر کرد. این خشونت‌ها بیش از بیست کشته به جای گذاشته است و تخمین زده می شود که سی هزار نفر را از خانه خود فراری داده است. بی‌بی‌سی فارسی

## ۲۳ مه ۲۰۰۸
- تجمع در برابر سفارت امارات به خشونت کشیده شد

تجمع اعتراض‌آمیز مردم در مقابل سفارت امارات عربی متحده در تهران با دخالت پلیس به تشنج کشیده شد. این تجمع در اعتراض به استفاده از عنوان «خلیج ع.ر.ب.ی» توسط شهروندان تهرانی برپا شده بود که پس از دخالت پلیس تهران به خیابان‌های اطراف خیابان ظفر محل سفارت امارات در تهران کشیده شد. رادیو زمانه
- شورای امنیت از توافق میان گروه‌های لبنانی حمایت کرد

با توافق همه اعضاء شورای امنیت سازمان ملل متحد، این سازمان از توافق به دست آمده بین گروه‌های لبنانی در قطر استقبال کرد و اعلام داشت که از اجرای مفاد این توافقنامه حمایت می کند. العربیه فارسی
- بانک ملی ایران در خطر تحریمات اروپا

در ادامه روند رویارویی جمهوری اسلامی ایران و دول غربی بر سر مسئله غنی سازی اورانیوم، اتحادیه اروپا خود را آماده می کند تحریمهایی علیه بانک ملی ایران، بزرگترین بانک دولتی ایران وضع کند. بی‌بی‌سی فارسی

## ۲۴ مه ۲۰۰۸
- روسیه برنده یورو ویژن‌ در سال ۲۰۰۸ شد

دیما بیلان، خواننده روسی مقام نخست مسابقه آواز یوروویژن امسال را کسب کرد. کشورهای اوکراین، یونان، ارمنستان و نروژ به ترتیب مقام‌های دوم تا پنجم را کسب کردند. بی‌بی‌سی
- اتحادیه اروپا خواهان جلوگیری از اعدام دو جوان ایرانی شد

اتحادیه اروپا خواستار لغو مجازات اعدام در مورد دو جوان ایرانی شد که به جرم ارتکاب قتل در سن کمتر از هیجده سال به مرگ محکوم شده‌اند. اتحادیه اروپا صدور حکم اعدام برای نوجوانان را نقض تعهدات بین‌المللی ایران اعلام کرده است. بی‌بی‌سی فارسی
- موافقت دولت برمه با ورود امدادگران خارجی

برمه پس از دیدارهای روز گذشته دبیرکل سازمان ملل با رهبران دولت این کشور، با حضور امدادرسانان خارجی برای کمک به بازماندگان چرخند نرگس ابراز موافقت کرد. رادیو زمانه

## ۲۵ مه ۲۰۰۸
- نخل طلای کن به فیلم «کلاس درس» رسید

جایزه نخل طلایی ۶۱مین جشنواره فیلم کن به فیلم فرانسوی کلاس درس رسید. این اولین بار است که از سال ۱۹۸۷ یک فیلم فرانسوی برنده جایزه نخل طلایی این جشنواره می‌شود. بی‌بی‌سی فارسی، تایمز
- جناح اکثریت، لاریجانی را برای ریاست مجلس شورای اسلامی برگزید

پس از پایان کار دوره هفتم مجلس شورای اسلامی، ۱۶۱ تن از افرادی که به نمایندگی دوره آینده مجلس انتخاب شده اند، علی اردشیر لاریجانی را به عنوان فرد منتخب خود برای تصدی ریاست مجلس برگزیدند. بی‌بی‌سی فارسی
- میشل سلیمان به عنوان رییس جمهور لبنان انتخاب شد

اعضای پارلمان لبنان سرانجام پس از ماه‌ها تعویق در انتخاب رئیس جمهور این کشور، در پارلمان گردهم آمدند و میشل سلیمان را به عنوان دوازدهمین رییس‌ جمهور لبنان از زمان استقلال این کشور برگزیدند. بی‌بی‌سی فارسی ،العربیه فارسی
- ارتش کلمبیا: «رهبر شورشیان فارک مرده‌است»

ارتش کلمبیا در بیانیه‌ای مدعی شد که مانوئل مارولاندا رهبر فارک، بزرگترین گروه شورشی این کشور درگذشته‌است. بی‌بی‌سی فارسی
- معاون سابق رهبر جمهوری کنگو به جرم جنایت علیه بشریت دستگیر شد

دادگاه بین‌المللی جنایی لاهه اعلام کرده‌است که ژان پیر بمبا معاون رئیس جمهور سابق جمهوری دموکراتیک کنگو، به اتهام ارتکاب جنایات جنگی و جنایت علیه بشریت در بلژیک دستگیر شده‌است. بی‌بی‌سی فارسی

## ۲۶ مه ۲۰۰۸
- سیدنی پولاک درگذشت

سیدنی پولاک، کارگردان آمریکایی در سن ۷۴ سالگی در لس‌آنجلس درگذشت. بی‌بی‌سی فارسی
- حکم قطعی شهرام جزایری اعلام شد

دادگاه تجدیدنظر تهران، شهرام جزایری عرب را به یازده سال حبس تعزیری، پرداخت مبلغ ۴۸ میلیون و ششصد هزار و صد و هشتاد و پنج دلار آمریکا به بانک ملی ایران و صندوق ضمانت صادرات، پرداخت دو برابر این مبلغ (حدود نود و هفت میلیون دلار آمریکا) به صندوق دولت ایران و محرومیت از فعالیت بازرگانی در بخش صادرات و واردات و محرومیت از گرفتن هرگونه تسهیلات بانکی به مدت ده سال محکوم کرد. بی‌بی‌سی فارسی
- کاوشگر آمریکایی فینیکس با موفقیت بر سطح مریخ فرود آمد

کاوشگر فینیکس پس از پرواز ۶۸۰ میلیون کیلومتری از زمین تا مریخ، با موفقیت در ساعت ۲۳:۳۸ جهانی بر منطقه‌ای در قطب شمال سیاره مریخ‌ فرود آمد. بی‌بی‌سی فارسی، یاهو، رویترز
- انفجار مرگبار در دو کارخانه در استان مرکزی

انفجار و آتش سوزی در دو کارخانه تولید کننده مواد شیمیایی در استان مرکزی ایران حدود ۳۰ نفر کشته و ۴۰ تن زخمی برجای گذاشته است. بی‌بی‌سی فارسی
- فیفا عضویت عراق را تعلیق کرد

کمیته اجرایی فیفا در واکنش به اقدام دولت عراق در انحلال کمیته ملی المپیک و کلیه فدراسیون‌های ورزشی آن کشور، عضویت فدراسیون فوتبال عراق در فیفا را به حال تعلیق درآورد. بی‌بی‌سی فارسی

## ۲۷ مه ۲۰۰۸
- وزیر خارجه امارات: «ایران مثل اسرائیل، اشغالگر است»

وزارت امور خارجه امارات متحده عربی در حمله ای کم سابقه، جمهوری اسلامی ايران را همچون کشور اسرائیل، «اشغالگر» ناميد. رادیو فردا، خبرگزاری فرانسه
- طرح انحلال سیستم بانکی ایران

وزارت امور اقتصادی و دارايی جمهوری اسلامی ایران زیر نظر محمود احمدی نژاد اعلام کرد در نظر دارد هشت بانک دولتی را در هم ادغام کرده، و یک بانک قرض الحسنه تاسیس کند که از معیارهای متعارف بانکی تبعیت نمیکند. این در حالیست که پیشتر اعلام شده که ریاست بانک مرکزی ایران بدلیل مخالفت با سیاست های نامبرده در حال برکنار شدن است.رادیو فردا، بی‌بی‌سی فارسی، گاردین
- آژانس بین‌المللی انرژی اتمی: «نگرانی جدی در مورد برنامه هسته‌ای ایران وجود دارد»

آژانس بین‌المللی انرژی اتمی می‌گوید که بر این باور است که ایران، از دادن اطلاعات در مورد برنامه هسته‌ای خود امتناع می‌ورزد.  بی‌بی‌سی فارسی، گاردین
- بازداشت یکصد تن از همدستان دیکتاتور سابق شیلی

یک قاضی در کشور شیلی حکم پیگرد قانونی نزدیک به یکصد تن از اعضای پلیس مخفی سابق و نظامیان ارتش این کشور را به خاطر نقض حقوق بشر در دوره حکومت ژنرال آگوستو پینوشه صادر کرد. بی‌بی‌سی فارسی

## ۲۸ مه ۲۰۰۸
- نپال به براندازی سلطنت رای داد

با رای اکثریت اعضای مجلس قانون اساسی نپال، این کشور واقع در هیمالایا به ۲۴۰ سال حکومت سلطنتی خاتمه داد و به تازه ترین جمهوری جهان تبدیل شد. بی‌بی‌سی فارسی، رادیو زمانه
- تایید صدور حکم اعدام برای آموزگار کرد در ایران

جمهوری اسلامی ایران برای اولین بار صدور حکم اعدام برای یک آموزگار و فعال حقوق بشر کرد به نام فرزاد کمانگر که نزدیک به دو سال پیش بازداشت شده بود را تایید کرد. بی‌بی‌سی فارسی

## ۲۹ مه ۲۰۰۸
- زلزله شدیدی ایسلند را به لرزه در آورد

یک زمین لرزه قوی به قدرت شش و یک دهم درجه جنوب ایسلند در ۵۰ کیلومتری ریکیاویک، پایتخت، را لرزانده‌است. بی‌بی‌سی فارسی
- هک صدها وبگاه در اعتراض به تغییر نام «خلیج فارس»

یک گروه از نفوذگران (هکر) ایرانی حدود یکصد وب سایت متعلق به سازمان‌های دولتی، دانشگاه‌ها، نشریات و شرکت‌های مستقر در تعدادی از کشورهای عربی حوزه خلیج فارس را به دلیل استفاده از نام خلیج عربی به جای خلیج فارس هک کردند. بی‌بی‌سی فارسی، رادیو فردا
- با فرمان رئیس جمهور لبنان، فواد سینیوره مامور تشکیل کابینه جدید شد

میشل سلیمان رئیس جمهور لبنان با پیشنهاد اکثر اعضای پارلمان موافقت کرد و فواد سینیوره را به عنوان نخست وزیر لبنان، مسئول تشکیل کابینه دولت نمود. العربیه فارسی
- تلفات سنگین حمله انتحاری در عراق

انفجار انتحاری در یک مرکز استخدام پلیس در شهر سنجار، در نزدیکی شهر موصل در شمال عراق، موجب کشته‌شدن دست کم ۱۶ نفر و زخمی‌شدن ۳۰ نفر دیگر شده است. بی‌بی‌سی فارسی
- ایالت نیویورک، ازدواج همجنس‌گرایان را به رسمیت شناخت

دیوید پترسون، فرماندار ایالت نیویورک آمریکا طی بخشنامه‌ای به تمامی دفترخانه‌های ایالتی نیویورک اعلام کرده تا ازدواج همجنس‌گرایان را که در این ایالت یا کشورهایی که این نوع ازدواج را به رسمیت شناخته‌اند، ثبت قانونی کنند. دلیل این تصمیم، «تبعیض در قانون حقوق بشر نیویورک» اعلام شده است. رادیو زمانه

## ۳۰ مه ۲۰۰۸
- افشین قطبی از پرسپولیس رفت

افشین قطبی، سرمربی باشگاه پرسپولیس تهران که این تیم را در فصل گذشته لیگ برتر ایران به قهرمانی رسانده بود، از سمت خود استعفا داد. بی‌بی‌سی فارسی، رادیو زمانه
- دستور به شاه سابق نپال برای تخلیه کاخ سلطنتی

دولت نپال از گیانندرا، پادشاه سابق این کشور خواسته است که ظرف دو هفته کاخ سلطنتی نارایانهیتی را تخلیه کند. بی‌بی‌سی فارسی
- برای اولین بار در جهان عرب یک زن یهودی سفیر بحرین در واشنگتن شد

امیر بحرین یک زن یهودی به نام هدی عذرا نونو  را به عنوان سفیر بحرین در آمریکا تعیین کرد. این اولین باری است که یک یهودی نمایندگی یک کشور عربی را در دیگر کشورها بر عهده می گیرد. العربیه فارسی، بی‌بی‌سی فارسی

## ۳۱ مه ۲۰۰۸
- کتیبه دوران هخامنشی در جزیره خارک تخریب شد

یک کتیبه دوره هخامنشی در جزیره خارگ ایران توسط افراد ناشناس با استفاده از اشیاء نوک تیز تخریب شد. کارشناسان مسایل ایران باستان، این کتیبه را به عنوان سندی برای تائید نام خلیج فارس می‌دانند. بی‌بی‌سی فارسی، رادیو زمانه
- شکایت خانواده‌های قربانیان آمریکایی بر سر دارائی‌های ایران

خانواده‌های افرادی که ۲۵ سال پیش در بمب‌گذاری مقر تفنگداران دریایی آمریکا در بیروت کشته شدند، ادعای خود را در مورد مالکیت بر الواح گلی و کتیبه‌های ایرانی قرض داده شده به دانشگاه شیکاگو، برای اجرای حکم قضایی دو میلیارد و ۷۰۰ میلیون دلاری صادر شده علیه جمهوری اسلامی ایران اعلام کردند. رادیو زمانه